# Fieseler Fi 98
Fieseler Fi 98  var ett tyskt dubbeldäckat störtbombflygplan. 
Flygplanet konstruerades av Gerhard Fieseler som en prototyp på en markattack för utvärdering av Reichsluftfahrtministerium (RLM). Som medtävlare har man bland annat Henschel Hs 123. Flygplanet var konstruerat utifrån de krav RLM utfärdade 11 februari 1934 rörande ett robust biplan som kunde utföra markattack och störtbombning. 
Tre prototyper varav bara en blev färdigställd eftersom Hs 123 visade sig ha bättre prestanda, slutligen föll valet på Junkers Ju 87 som standard störtbomflygplan i  Luftwaffe. 